# Záporožec
Záporožec (ukrajinsky Запорожець, rusky Запорожец) byla značka sovětských malých osobních automobilů vyráběných závodem ZAZ v Záporoží na Ukrajině. Jednalo se o automobily s čtyřdobým čtyřválcovým vzduchem chlazeným motorem uloženým vzadu. Automobily Záporožec podstatně urychlily motorizaci Sovětského svazu, jelikož představovaly jediný malý vůz na tamějším trhu (do SSSR se žádné zahraniční automobily nedovážely). Cena Záporožců se v sedmdesátých letech pohybovala mezi 3000–3500 rublů, zatímco vozy Žiguli stály 5000–7500 rublů.

## Záporožec ZAZ 965

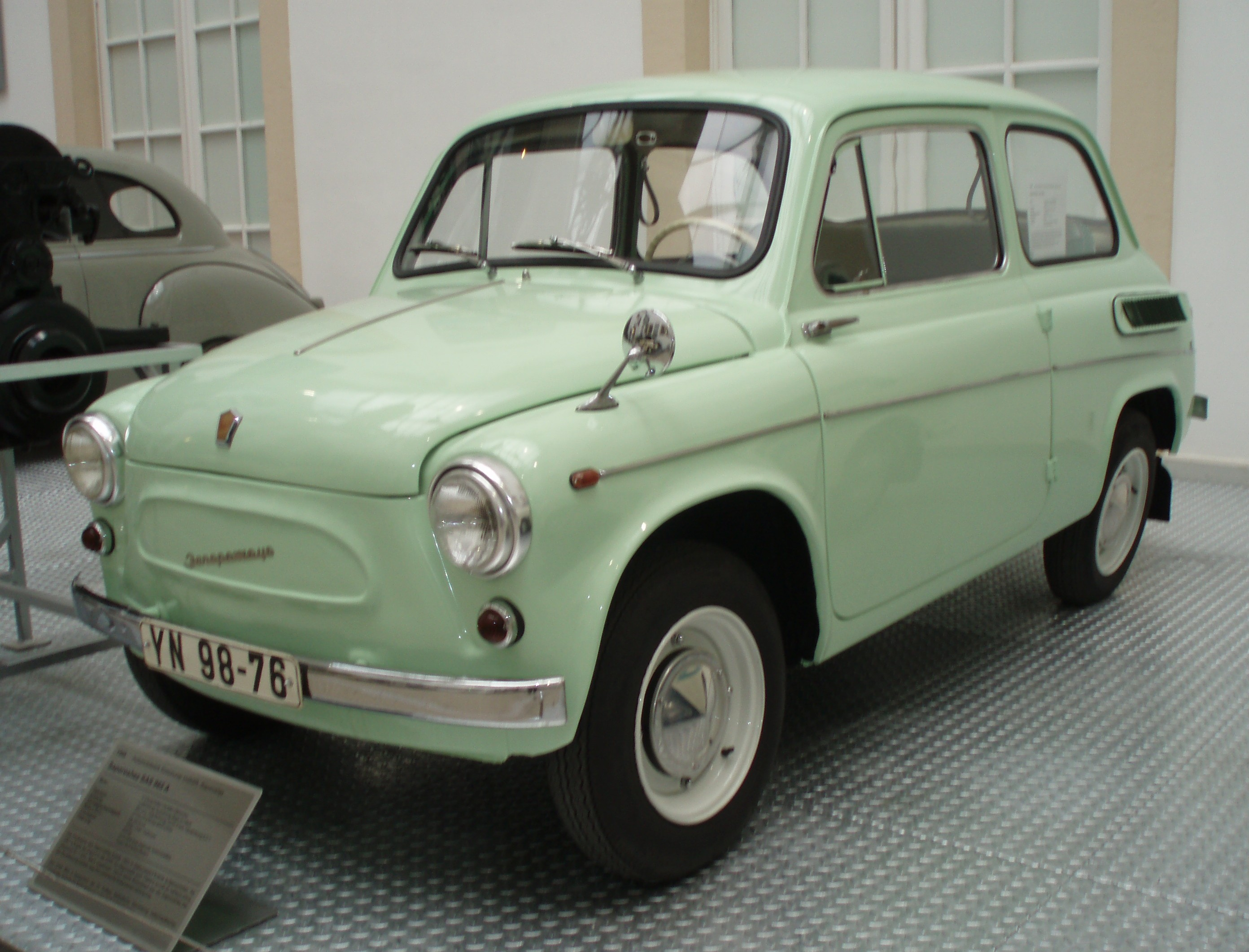
ZAZ 965

Na konci padesátých let 20. století rozhodlo sovětské vedení o zahájení výroby malého lidového vozu. Roku 1960 byl představen první typ Záporožec ZAZ 965. Vůz byl ale značně kritizován z důvodů značné poruchovosti, vysoké spotřeby, příliš malého interieru atd. V západním tisku se navíc objevilo obvinění, že se jedná o průmyslovou krádež – kopii Fiatu 600. 

## Záporožec ZAZ 966 a 968

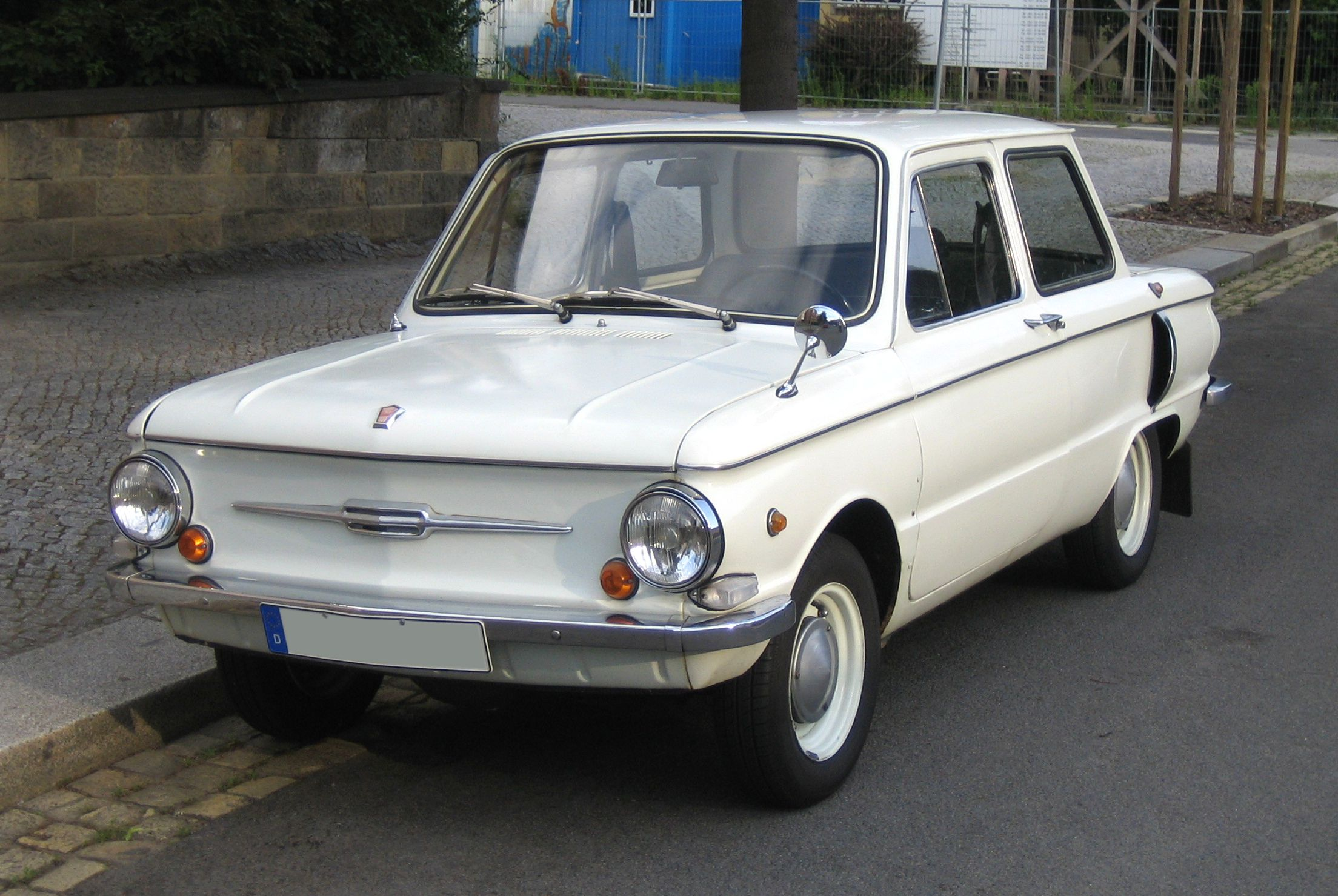
ZAZ 968

Roku 1966 byl uveden na trh Záporožec ZAZ 966, který byl celkově modernizován. Vůz měl silnější motor a byl prostornější. V jeho případě ale bylo vzneseno obvinění, že se jedná o kopii německého NSU Prinz. V době vzniku se jednalo o poměrně moderní vůz za nízkou cenu, byl exportován nejen do socialistických zemí (především NDR, Polsko a Maďarsko; do ČSSR se nedovážel), ale i na západ pod názvy Jalta nebo Eliette. Výroba typu 966 byla ukončena roku 1974. Předtím, roku 1972, byla představena jeho modernizovaná verze ZAZ 968, která se vyráběla až do roku 1994, kdy už toto zastaralé vozidlo neuspokojovalo ani domácí ukrajinský trh. 

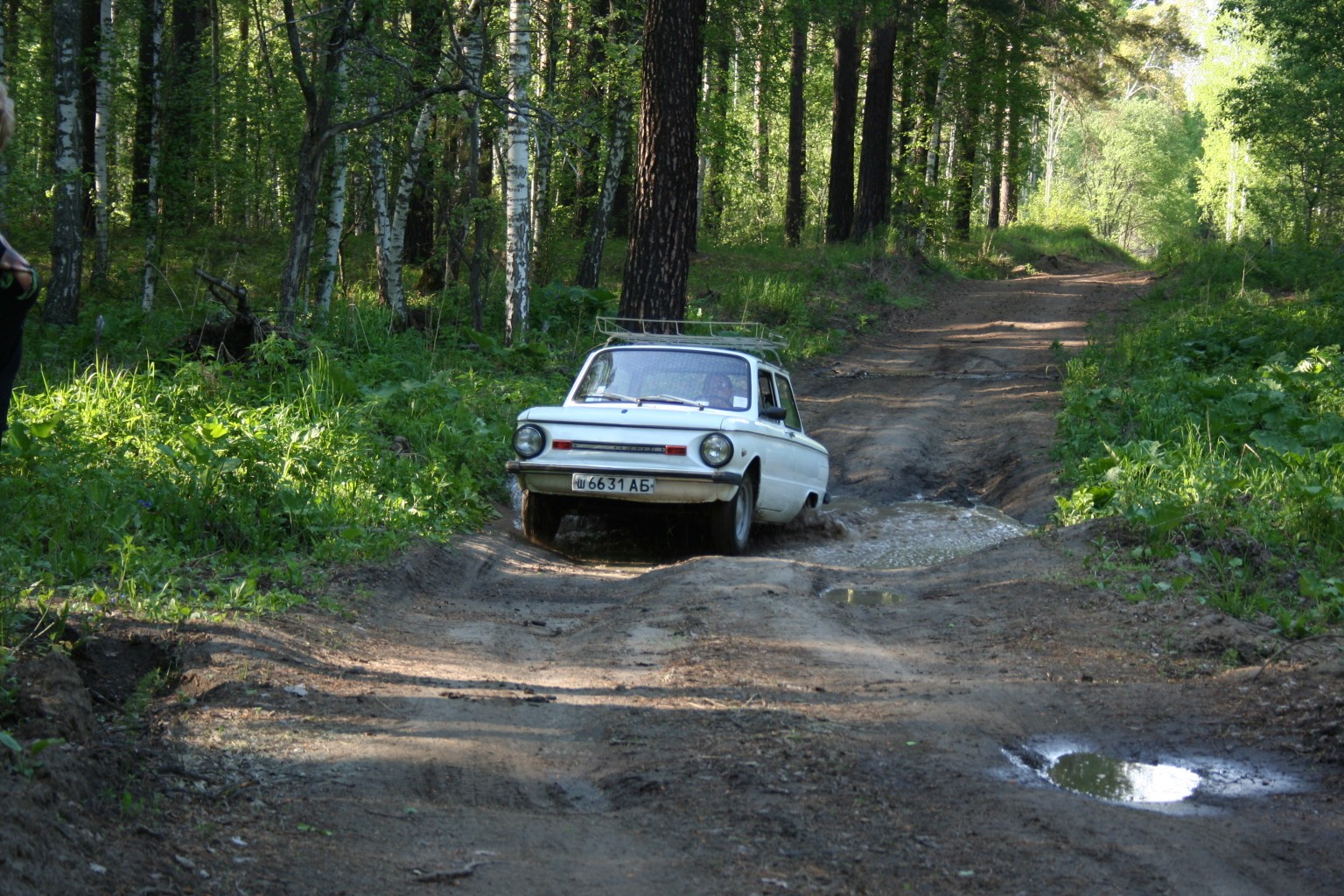
Konečná verze ZAZ 968